# Admaldo Matos
Admaldo Matos de Assis (Gravatá, 25 de julho de 1945) é um escritor, romancista, contista, advogado e político brasileiro.
É membro da Academia Pernambucana de Letras. e da Academia de Letras e Artes de Gravatá.

## Formação
Formado em Direito na Faculdade de Direito do Recife da Universidade Federal de Pernambuco

## Atividade profissional
- Professor de Literatura e de Direito Tributário;[2]
- Auditor do Tesouro Estadual.[2]

## Atuação política
- Vereador do Recife[5] em duas legislaturas: 1993-1996 e 1997-2000.
- Secretário da Fazenda de Pernambuco[6]
- Secretário do Governo da Prefeitura do Recife[7]
- Secretário de Educação e Cultura do Recife[7]
- Secretário de Educação de Jaboatão dos Guararapes[7]

## Acadêmico
Membro das seguintes academias:
- Academia Pernambucana de Letras;[nota 1]
- Academia de Letras e Artes de Gravatá.[4]

## Obras publicadas
Publicou os seguintes livros:
- Reflexões sobre a Questão Habitacional, 1983;
- O Poder e a Comunhão, 1992;
- Mágica do Equilíbrio, 1995;
- O Homem Revalorizado, 1996;
- O Preço da Missa, 1997;
- Olhar sobre a Rússia, 1999;
- Coerência, 2000;
- A Máscara Veneziana, 2001;
- O Dono do Girassol e Outros Contos, 2002;[nota 2]
- Astúcias da Imaginação, 2005;
- Sete Dias na Terra Santa, 2008;
- A Muralha e o Cavalo, 2010;[nota 3]
- Terras Adormecidas, 2012;
- Fronteiras de Chumbo, 2012;
- As águas correm para a eternidade, 2014;
- O Penúltimo Horizonte, 2015;[8]
- O protagonista, 2022;[4]
- Gritos no deserto, 2022[nota 4]

## Distinções
- Prêmio Vânia Souto Carvalho, 2007, da Academia Pernambucana de Letras, com o livro A muralha e o cavalo[7]
- Prêmio Roval de Contos, 2007, da Academia Pernambucana de Letras, com o livro Gritos no deserto[7]
- Menção Honrosa no Prêmio Lucilo Varejão, constante dos Prêmios Literários Cidade do Recife, edição 2008, com o livro Fronteiras de chumbo.[10]
- 2º lugar do prêmio Off Flip/Bibliomundi de Literatura, na categoria conto, na FLIP 2016[11]
- Menção Honrosa no Prêmio Lucilo Varejão, constante dos Prêmios Literários Cidade do Recife, edição 2022, com o livro O dono do girassol.[12]